# Raymond Ayoub
Raymond George Dimitri Ayoub (* 2. Januar 1923 in Sherbrooke, Quebec, Kanada; † 5. Januar 2013) war ein kanadisch-US-amerikanischer Mathematiker.
Die Eltern von Ayoub waren Anfang des 20. Jahrhunderts aus Syrien nach Kanada ausgewandert (als Kind sprach er Arabisch und lernte zuerst Französisch und dann Englisch). Er wuchs in Montreal auf. Er studierte Mathematik an der McGill University. Nach dem Bachelor-Abschluss 1943 arbeitete er als Meteorologe in Goose Bay in Labrador für die Lufttransporte im Zweiten Weltkrieg nach England. Nach dem Krieg setzte er sein Mathematikstudium fort, erhielt 1946 seinen Master-Abschluss an der McGill University, war dort 1947 bis 1949 Lecturer und wurde 1950 an der University of Illinois bei Hua Luogeng promoviert. Als Post-Doktorand war er 1950 bis 1952 Benjamin Peirce Instructor an der Harvard University. 1952 wurde er Assistant Professor und später Professor an der Penn State University. Er baute das Graduate Programm in Mathematik der Penn State auf (kurz vor seiner Ankunft wurde dort der erste Student in Mathematik promoviert). 1984 wurde er emeritiert. Zeitweise war er Mitglied des Universitätssenats und leitete für zwei Perioden die Mathematikabteilung.
1984/85 war er Gastprofessor an der King Saud Universität in Riad. 1986/87 war er Professor an der Universität von Bethlehem (mit einem Fulbright-Stipendium). Anschließend lehrte  er in Marokko, Syrien (auch mit einem Fulbright-Stipendium) und 1995 in Jordanien.
Ayoub war Gastprofessor und Gastwissenschaftler an der Universität Frankfurt, dem IHES und der University of Warwick. Er war zwei Jahre Governor der Mathematical Association of America (MAA) und sieben Jahre Associate Secretary der American Mathematical Society.
Er befasste sich mit Zahlentheorie. Von ihm stammt ein Lehrbuch der analytischen Zahlentheorie (1959/60 in Harvard geschrieben, wofür er ein Stipendium der American Mathematical Society erhielt).
Er war seit 1950 mit der Mathematikerin Christine Williams Ayoub verheiratet (Tochter eines seiner Professoren – Lloyd Williams – an der McGill University). Mit ihr hatte er zwei Töchter. Anfangs war er griechisch-orthodox, später Quäker, wobei er auch über die Geschichte der Quäker veröffentlichte. Ab 1985 war er an der Gründung einer Seniorensiedlung für Quäker beteiligt (Foxdale Village), wo er auch wohnte.
Er war amerikanischer Staatsbürger.

## Schriften
- (Herausgeber): Musings of the Masters: An Anthology of Mathematical Reflections, MAA 2004
- An Introduction to the Analytic Theory of Numbers, AMS 1963